# Mauritiella armata
Mauritiella armata ist eine südamerikanische Art aus der Gattung Mauritiella innerhalb der Familie der Palmengewächse (Arecaceae).

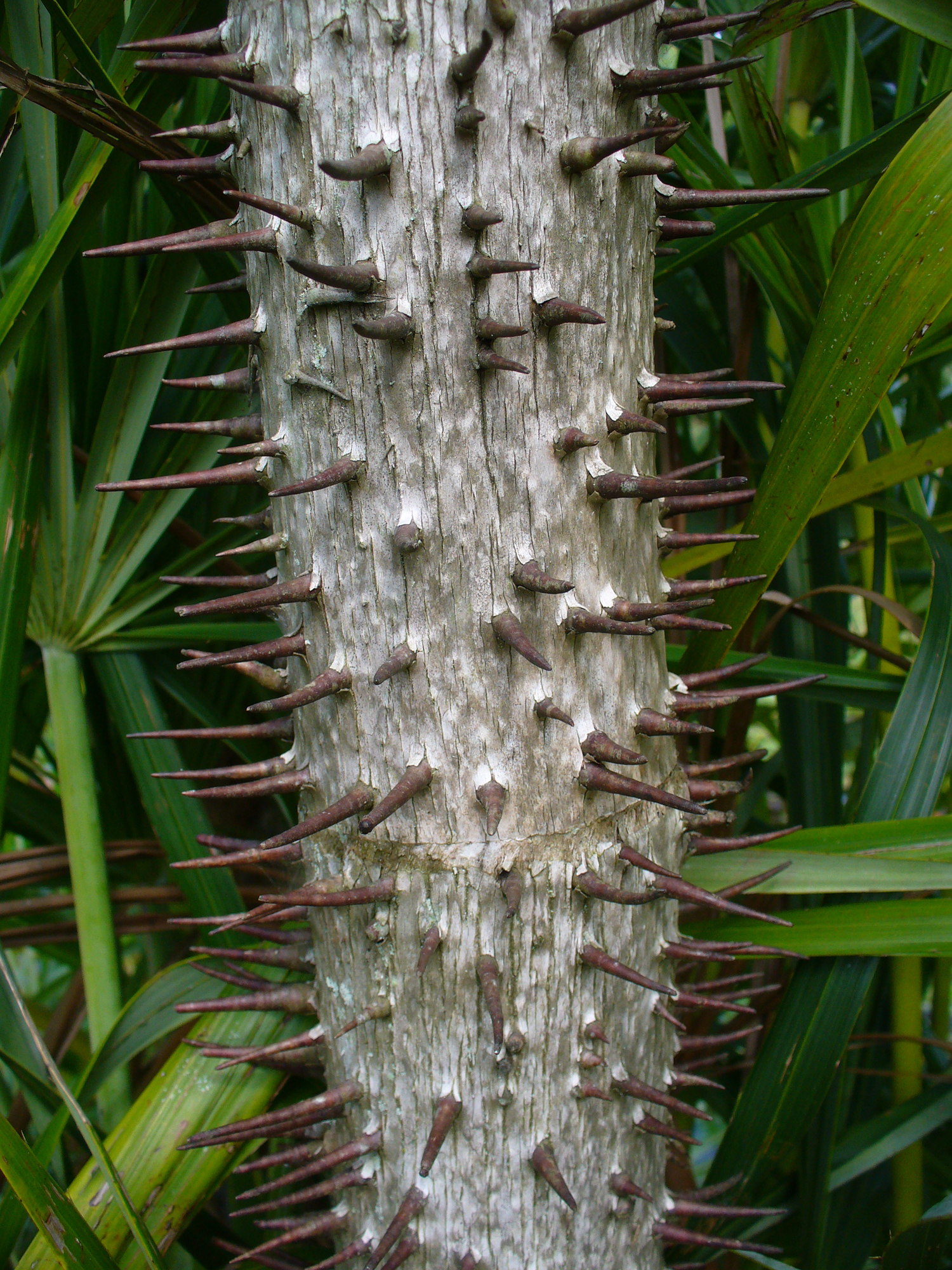
Stamm

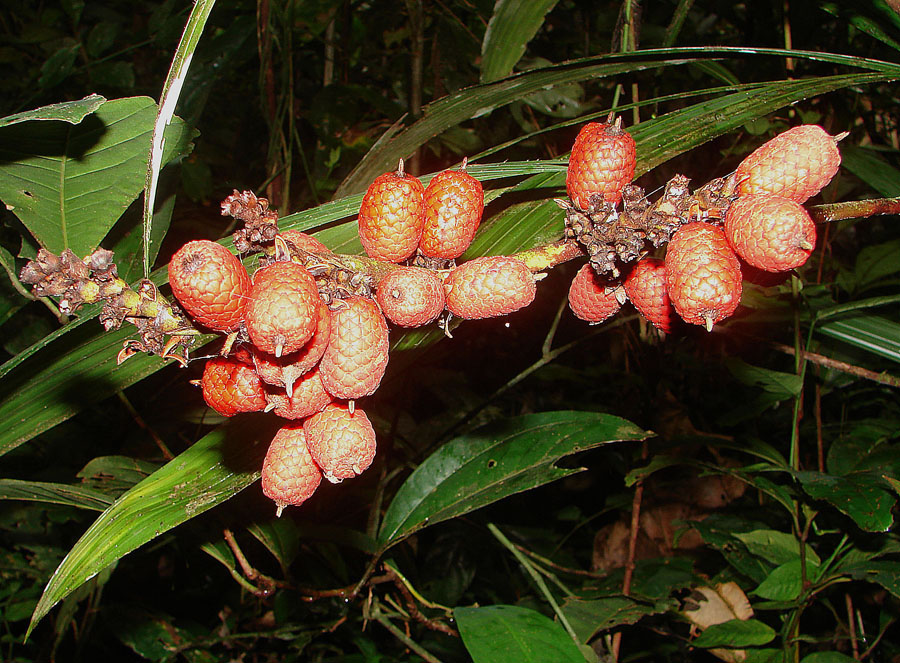
Früchte

## Merkmale
Mauritiella armata ist eine mehrstämmige Palme mit 1 bis 7 Stämmen pro ausgewachsener Pflanze. Die Stämme werden 3 bis 18, selten nur 2,5 m hoch. Der Stammdurchmesser beträgt 7,5 bis 12 cm, selten bis 20 cm. Abgestorbene Blätter fallen mit einer sauberen Narbe ab.
Die Blätter sind 86 bis 104fach gefaltet, selten nur 54fach. Der Blattstiel ist wachsfrei. Die Blattbasis ist peltat und trichterförmig. Die Costa ist 3 bis 20, selten nur 1 cm lang. Die mittleren Blattsegmente sind 70 bis 133 cm lang (selten nur 60) und 1 bis 2 cm breit. Der Rand der Blattsegmente ist manchmal dornig. Die Blattsegmente sind gerade.
Im Blütenstand gibt es 12 bis 32 weibliche Blütenäste, diese sind 16 bis 50 cm lang. Pro Ast gibt es 26 bis 63 blütentragende Äste (Rachillae).
Die Frucht misst 2,5 bis 3,5 × 2 bis 3 cm. Sie besitzt 21 bis 32 Reihen von Schuppen.

## Verbreitung und Standorte
Mauritiella armata ist die am weitesten verbreitete Art der Gattung. Sie kommt fast in ganz Amazonien vor sowie in den benachbarten Hochländern im Norden Südamerikas. Sie wächst entlang von Flüssen, in offener Savanne, in Regenwäldern und in Lichtungen. Sie kommt vorwiegend in tiefen Lagen vor, kommt aber in Guyana in Bergregenwäldern in Höhen bis 1350 m vor.
Bernal und Galeano geben als Verbreitungsgebiet das nördliche und zentrale Südamerika an: Venezuela, Kolumbien und Bolivien. Als Standorte nennen sie schlecht entwässerte Böden, manchmal auf weißem Sand.

## Nutzung
Das Fruchtfleisch wird gegessen, ähnlich dem von Mauritia flexuosa.

## Systematik
Die Art wurde 1825 von Carl Friedrich Philipp von Martius als Mauritia armata in Historia Naturalis Palmarum Band 2, Seite 45, Tafeln 41–43 erstbeschrieben. Sie wurde 1935 von Karl Ewald Maximilian Burret in die von ihm neu errichtete Gattung Mauritiella als Mauritiella armata (Mart.) Burret in Notizblatt des Botanischen Gartens und Museums zu Berlin-Dahlem Band 12 Seite 609 gestellt. 2010 wurde die lange als Synonym geführte Art Mauritiella pumila als selbstständige Art abgetrennt.